# Spezielle Zoologie
Die spezielle Zoologie befasst sich mit den Arten (Spezies) des Tierreiches. 
Im Unterschied zur allgemeinen Zoologie befasst sich die spezielle Zoologie mit der Vielfalt und den Unterschieden in der Tierwelt.
Sie beschreibt 
- die Arten und ihre Einordnung in das System (Art, Gattung, Familie): Taxonomie
- die natürlichen Verwandtschaftsbeziehungen: Systematik
- die Stammesgeschichte: Evolution
- die äußeren und inneren Strukturen: Morphologie
- die Lebensweisen und Lebensräume: Ökologie
- die Verhaltensweisen: Verhaltensbiologie
- die Fortpflanzung: Reproduktionsbiologie

Einen Überblick über die Tiergruppen stellt die Systematik des Tierreiches dar.
Disziplinen der Systematischen oder Speziellen Zoologie, die sich bestimmten Tiergruppen widmen:
- Protistologie – Einzeller
- Spongiologie – Schwämme
- Helminthologie – „Würmer“
- Arachnologie – Spinnentiere
- Entomologie – Insekten
- Crustaceologie oder Karzinologie – Krebstiere
- Malakologie – Weichtiere
- Ichthyologie – Fische und Kieferlose
- Herpetologie – Amphibien und Reptilien
- Ornithologie – Vögel
- Mammalogie – Säugetiere

Die Begründung einer speziellen Zoologie bzw. speziellen Botanik ist eine Besonderheit, die die Biologie von den übrigen Naturwissenschaften abhebt. Während alle anderen Naturwissenschaften (in besonderem Maße die Physik) und ein Teil der Biologie nach übergreifenden und allgemein anwendbaren Gesetzmäßigkeiten suchen, versuchen speziell arbeitende Biologen die Formenvielfalt zu erfassen und zu beschreiben.